# سات حتحور أيونت
 سات حتحور أيونت اسمها يعني ابنة حتحور من دندرة وكانت ابنة ملك مصري قديم من الأسرة الثانية عشرة، دفنت في اللاهون حيث تم العثور على كنز من المجوهرات الخاص بها.  ربما كانت ابنة سنوسرت الثاني حيث تم العثور على موقع دفنها بالقرب من هرم هذا الملك. 

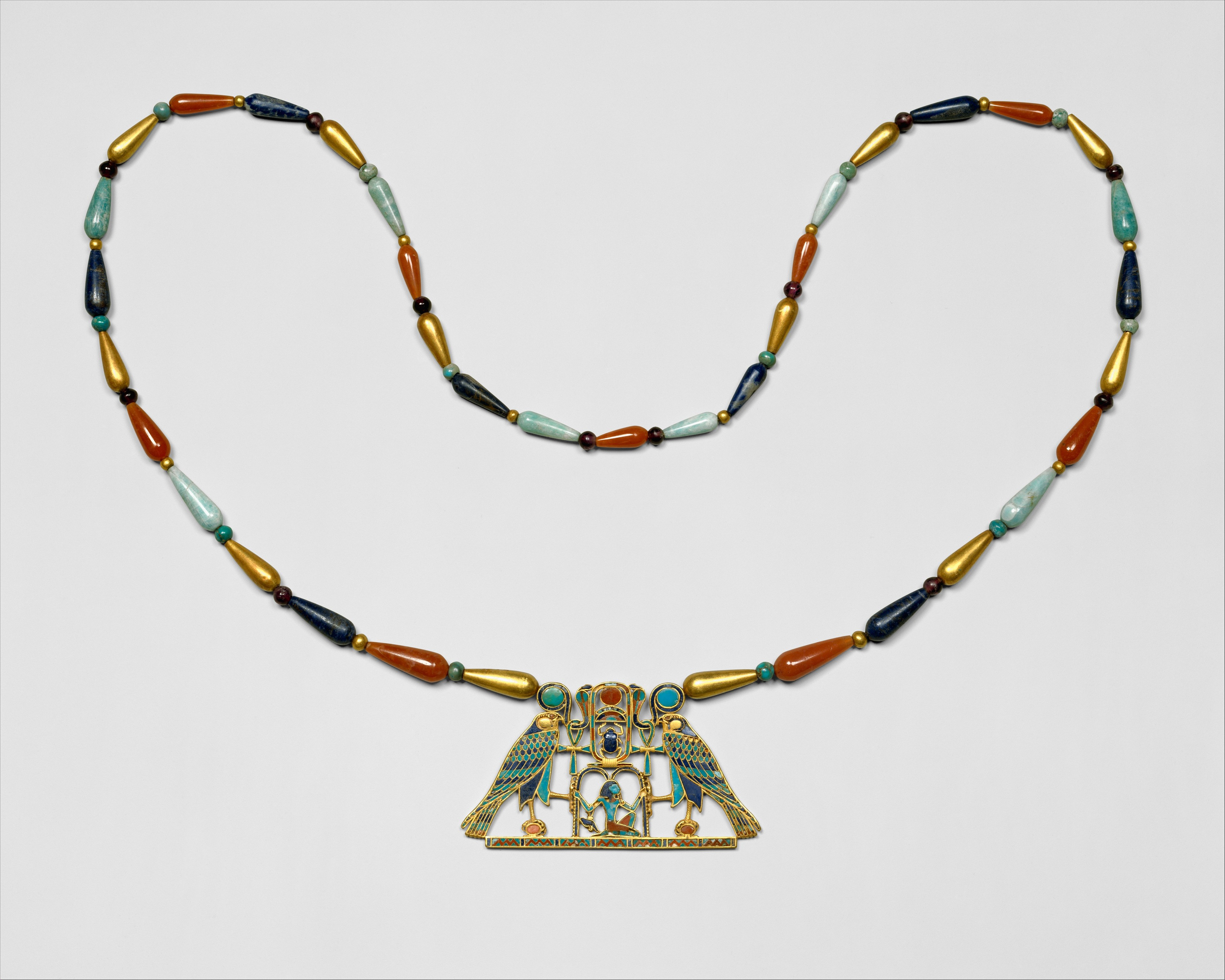
صدرية وقلادة من الأميرة سات حتحور أيونت؛ حوالي 1887-1813 قبل الميلاد ؛ الذهب ، العقيق ، اللازورد ، الفيروز ، العقيق والفلسبار. ارتفاع الصدرية: 4.5 سم (1 في.) ؛ متحف المتروبوليتان للفنون (مدينة نيويورك)

تم حفر المقبرة في عام 1914 من قبل فلندرز بيتري وجاي برنتن. وخُربت ونهبت جميعها في العصور القديمة إلا مقبرة الأميرة سات حتحور أيونت. وهي تحتوي علي مصوغات ملكية أقل كمية من كنز دهشور، وأهم هذه المجوهرات تاج لملكة محلى بالرسوم والأشكال الرائعة وكذلك وجدت صدريتان واحدة لسنوسرت الثاني والأخرى لامنحمات الثالث الذي تزوجت منه، ووجد من بينها أيضًا أحزمة، وأساور وخلاخيل ومرآة من الفضة مرصعة بحجرالأبسدين والذهب. 
تم العثور أيضا علي قطعة من تاج الفرعون وهذه القطعة تعد فريدة في نوعها، وهذه القطعة هي الصل (الثعبان) الذي يحلي جبهة الفرعون، مرصع بالأحجار نصف الكريمة.